# Richard Hamming
Richard Wesley Hamming (Chicago, 11 de fevereiro de 1915 — Monterey, 7 de janeiro de 1998) foi um matemático estadunidense.
Suas contribuições na ciência da computação incluem o Código de Hamming (que faz uso da Matriz de Hamming), a Janela Hamming (descrita na seção 5.8 de seu livro Digital Filters), Números Hamming, Pacotes de esfera (sphere-packing) ou Desigualdade de Hamming e a Distância Hamming. 
Formou-se pela Universidade de Chicago em 1937, com mestrado em 1939 pela Universidade de Nebrasca e finalmente Ph.D.  pela Universidade de Illinois em Urbana-Champaign em 1942. Foi professor na Universidade de Louisville durante a Segunda Guerra Mundial, que deixou para trabalhar no Projeto Manhattan em 1945, programando um dos primeiros computadores eletrônicos digitais que calculava a solução de equações dos físicos do projeto. O objetivo do programa era descobrir se a detonação de uma bomba atômica poderia incendiar a atmosfera terreste. O programa mostrou que isto não ocorreria, possibilitando o seu uso.
De 1946 a 1976 trabalhou nos Laboratórios da Bell Telephone onde colaborou com Claude Shannon. Em 1976 muda-se para a Naval Postgraduate School, onde foi professor adjunto até 1997 quando se tornou professor emérito.
Foi um dos fundadores e presidente da Association for Computing Machinery.

## Prêmios
- Prêmio Turing, 1968
- Fellow do IEEE, 1968
- IEEE Emanuel R. Piore Award, 1979
- Membro da Academia Nacional de Engenharia dos Estados Unidos, 1980
- Prêmio Harold Pender, 1981
- Medalha Richard W. Hamming, 1988
- Prêmio Eduard Rhein, 1996

## Livros (inglês)
- Numerical Methods for Scientists and Engineers, McGraw-Hill, 1962; second edition 1973. Dover paperback reprint 1985.
- Calculus and the Computer Revolution, Houghton-Mifflin, 1968.
- Introduction To Applied Numerical Analysis, McGraw-Hill, 1971.
- Computers and Society, McGraw-Hill, 1972.
- Digital Filters, Prentice Hall, 1977; second edition 1983; third edition 1989. ISBN 048665088X  Dover paperback reprint, ca. 2001.
- Coding and Information Theory, Prentice Hall 1980; second edition 1986.
- Methods of Mathematics Applied to Calculus, Probability, and Statistics, Prentice Hall, 1985.  Dover paperback reprint, ca. 2005.  Unconventional introductory textbook which attempts to both teach calculus and give some idea of what it is good for at the same time.  Might be of special interest to someone teaching an introductory calculus course using a conventional textbook, in order to pick up some new pedagogical viewpoints.
- The Art of Probability for Scientists and Engineers, Addison-Wesley, 1991.
- The Art of Doing Science and Engineering: Learning to Learn, Gordon and Breach, 1997.  Entertaining and instructive.  Hamming tries to extract general lessons -- both personal and technical -- to aid one in having a successful technical career by telling stories from his own experiences. (Some of this material relating to the self-management of one's technical career can be found online at the You and Your Research link; see below.)  One of Hamming's lessons is never trust without question someone who claims to be giving you highly accurate data to analyze -- not because they're deliberately lying to you but because the data is never as accurate as people think.  Roger Schank's The Connoisseur's Guide to the Mind (1991) has some of the same flavour of extracting general cognitive lessons from specific personal experiences -- culinary experiences, in Schank's case.

## Frases
- "Máquinas devem trabalhar, pessoas devem pensar."
- "É melhor resolver o problema certo da maneira errada que o problema errado da maneira certa."
- "O propósito da computação é insight, não números."
- "Existem comprimentos de ondas que pessoas não podem enxergar, sons que pessoas não ouvir, e talvez computadores tenham pensamentos que pessoas não poderiam ter."
- "Newton disse, 'Se vi mais longe foi porque estava sobre ombros de gigantes.' Nos dias de hoje estamos uns sobre os pés dos outros!"
- "Quais são os mais importantes problemas em sua área ? Você está trabalhando neles? Por quê não?"

(Veja You and Your Research) 